# Suzuki SX4
 (juillet 2017).
Si vous disposez d'ouvrages ou d'articles de référence ou si vous connaissez des sites web de qualité traitant du thème abordé ici, merci de compléter l'article en donnant les références utiles à sa vérifiabilité et en les liant à la section « Notes et références ».
La Suzuki SX4 est une automobile produite par le constructeur automobile japonais Suzuki prenant différentes formes selon les marchés sur lesquels elle est diffusée. Elle est remplacée en 2013 par le SX4 S-Cross, qui est renommé S-Cross en 2016. Une deuxième génération de S-Cross lui succède en 2021.

## Préambule
En Europe, le constructeur place le SX4 en tant que petit tout-chemin (avec un kit carrosserie évocateur) et la distribue en version deux volumes cinq portes avec la possibilité de disposer de deux ou quatre roues motrices.
Sur d'autres marchés (Japon, Inde, Indonésie et Amérique du Nord notamment, mais également quelques pays d'Europe comme les Pays-Bas), la SX4 est déclinée en berline tricorps (Suzuki SX4 sedan, Suzuki SX4 Sport en Amérique du Nord, ou Suzuki Neo Baleno en Indonésie) 39 centimètres plus longue et se débarrasse de son kit carrosserie "off-road" lui redonnant l'aspect d'une classique petite berline. Elle peut toutefois également être livrée en quatre roues motrices sous cette forme (c'est le cas au Japon).

En 2013, Suzuki présente une deuxième génération, qui passe de SUV citadin à SUV compact. Ce nouveau modèle est appelé SX4 S-Cross. À l'occasion de son restylage de 2016, il prend le nom de S-Cross, entrainant la disparition de la dénomination SX4.

## Première génération

### SX4 Phase 1

#### Présentation
Le projet originel, qui conduira à la création du modèle SX4 chez Suzuki et Sedici chez Fiat, débute au début des années 2000 alors que l'américain General Motors, actionnaire de référence de Suzuki, signe un accord de coopération avec Fiat Auto pour la production de voitures en Europe avec utilisation de la technologie Fiat.
Le projet consiste à créer une nouvelle plateforme, développée à partir de l'expérience de celle de la Suzuki Swift. Il fallait de plus que cette nouvelle plateforme puisse accueillir le moteur en position transversale avant, schéma traditionnel Fiat, mais avec une transformation en 4x4. Les bureaux d'études japonais et italiens ont réalisé une sorte de Sport Utility Vehicle (SUV) compact qui allait occuper la place laissée par l'ancienne Suzuki Liana. Chez Fiat, il s'agit d'une véritable nouveauté, le constructeur italien ne disposant que des petites Panda 4x4 ou des gros 4x4 permanents du type Fiat Campagnola ou Iveco Daily, mais aucun véhicule de ce gabarit.
Le nouveau modèle, dessiné par Giorgetto Giugiaro dispose d'une longueur de 4,1 m. Le nom SX4 voulu par Suzuki a dû être négocié avec Chrysler qui disposait des droits sur un ancien modèle de la marque AMC, le crossover Eagle SX/4, dont l'appellation fut cédée par Chrysler.
Le centre de style Italdesign reprendra le dessin des phares de la Suzuki Swift pour créer un effet de family feeling[réf. nécessaire] apparu chez Suzuki avec la Swift de 2004. Le designer italien a voulu favoriser la qualité de la vie à bord du véhicule en travaillant sur de grandes surfaces vitrées. La première série du Fiat Sedici et du SX4 diffèrent sur quelques points mineurs comme le dessin des pare-chocs, alors que le tableau de bord et le traitement de l'habitacle sont strictement identiques.
Le SX4 a été présenté au Salon de l'automobile de Tokyo 2005. La production a débuté dans l'usine Suzuki de Esztergom en Hongrie, au début de l'année 2006. La chaîne de fabrication est initialement dimensionnée pour une production d'environ 40 000 exemplaires par an destinés au seul marché occidental (auxquels il faut ajouter 20 000 exemplaires Sedici).
En Inde, le SX4 est proposé à partir de 2007 et vendu sous la marque Maruti-Suzuki. Il est fabriqué dans l'usine Maruti de Menesa. Fiat ne commercialise pas son Sedici ailleurs qu'en Europe de l'Ouest.
Le SX4 comme le Sedici offre le choix entre deux moteurs : un essence 1,6 de 100 ch d'origine Suzuki, et un Diesel 1,9 multijet 120 ch FIAT muni d'un filtre à particules. Les véhicules sont garantis 3 ans ou 100 000 km. Depuis son lancement, la Fiat Sedici rencontre un vif succès en Europe, si bien que les 30 000 exemplaires prévus pour 2006 se sont trouvés largement insuffisants pour satisfaire la demande, ce qui se traduit par des délais d'attente relativement longs. La cadence de production a donc été rapidement revue à la hausse.
Le SX4 a bénéficié d'un léger restylage au printemps 2009 agrémenté de nouvelles motorisations.

#### Motorisations
| Modèle       | Disponibilité | Moteur          | Cylindrée | Puissance maximale | Couple maximal         | Émissions CO2 | 0–100 km/h | Vitesse maximale | Consommation moyenne |
| ------------ | ------------- | --------------- | --------- | ------------------ | ---------------------- | ------------- | ---------- | ---------------- | -------------------- |
| 1.6 16V      | 2006-2009     | Suzuki Essence  | 1 586 cm3 | 79 kW (107 ch)     | 145 N m à 4 000 tr/min | 165 g/km      | 10,8 s     | 180 km/h         | 6,8 L/100 km         |
| 1.6 16V 4WD  | 2006-2009     | Suzuki Essence  | 1 586 cm3 | 88 kW (120 ch)     | 156 N m à 4 400 tr/min | 173 g/km      | 11,5 s     | 175 km/h         | 7,2 L/100 km         |
| 1.6 DDIS     | 2007-2008     | PSA-Ford Diesel | 1 560 cm3 | 66 kW (90 ch)      | 215 N m à 1 750 tr/min | 141 g/km      | 13,5 s     | 170 km/h         | 6,4 L/100 km         |
| 1.9 DDIS     | 2006-2009     | Fiat FPT Diesel | 1 910 cm3 | 88 kW (120 ch)     | 280 N m à 2 000 tr/min | 166 g/km      | 10,8 s     | 190 km/h         | 5,8 L/100 km         |
| 1.9 DDIS 4WD | 2006-2009     | Fiat FPT Diesel | 1 910 cm3 | 88 kW (120 ch)     | 280 N m à 2 000 tr/min | 174 g/km      | 11,2 s     | 182 km/h         | 6,6 L/100 km         |

En 2007, Suzuki a lancé une version Diesel bas de gamme équipée d'un moteur 1,6 litre Diesel d'origine PSA-Ford. Ce moteur n'a jamais réussi à passer l'homologation Euro5 et ne sera pas reconduit en 2009.[réf. nécessaire]

### SX4 Phase 2
Suzuki lance le restylage du SX4 au milieu de l'été 2009. C'est du côté des motorisations que le changement est plus important. Tous les moteurs sont conformes aux futures normes Euro 5.

#### Motorisations
| Modèle                            | Disponibilité | Moteur                | Cylindrée | Puissance maximale | Couple maximal         | Émissions CO2 | 0–100 km/h | Vitesse maximale | Consommation moyenne |
| --------------------------------- | ------------- | --------------------- | --------- | ------------------ | ---------------------- | ------------- | ---------- | ---------------- | -------------------- |
| 1.5 16V                           | 2009          | Suzuki M15A Essence   | 1 490 cm3 | 82 kW (112 ch)     | 145 N m à 4 400 tr/min | 139 g/km      | 12,7 s     | 180 km/h         | 6,1 L/100 km         |
| 1.6 16V                           | 2009          | Suzuki M16A Essence   | 1 586 cm3 | 88 kW (120 ch)     | 156 N m à 4 400 tr/min | 141 g/km      | 10,7 s     | 185 km/h         | 6,2 L/100 km         |
| 1.6 16V 4X4                       | 2009          | Suzuki M16A Essence   | 1 586 cm3 | 88 kW (120 ch)     | 156 N m à 4 400 tr/min | 149 g/km      | 11,5 s     | 175 km/h         | 6,5 L/100 km         |
| 2.0 16V et 4x4 (Amérique du Nord) | 2009          | Suzuki J20A Essence   | 1 995 cm3 | 106 kW (145 ch)    | 184 N m à 3 500 tr/min | 192 g/km      | 9,5 s      | 180 km/h         | 7,8 L/100 km         |
| 2.0 MJT DPF                       | 2009          | Fiat FPT D20AA Diesel | 1 956 cm3 | 99 kW (135 ch)     | 320 N m à 1 550 tr/min | 130 g/km      | 10,5 s     | 190 km/h         | 5,0 L/100 km         |
| 2.0 MJT DPF 4X4                   | 2009          | Fiat FPT D20AA Diesel | 1 956 cm3 | 99 kW (135 ch)     | 320 N m à 1 550 tr/min | 139 g/km      | 11,2 s     | 180 km/h         | 5,3 L/100 km         |

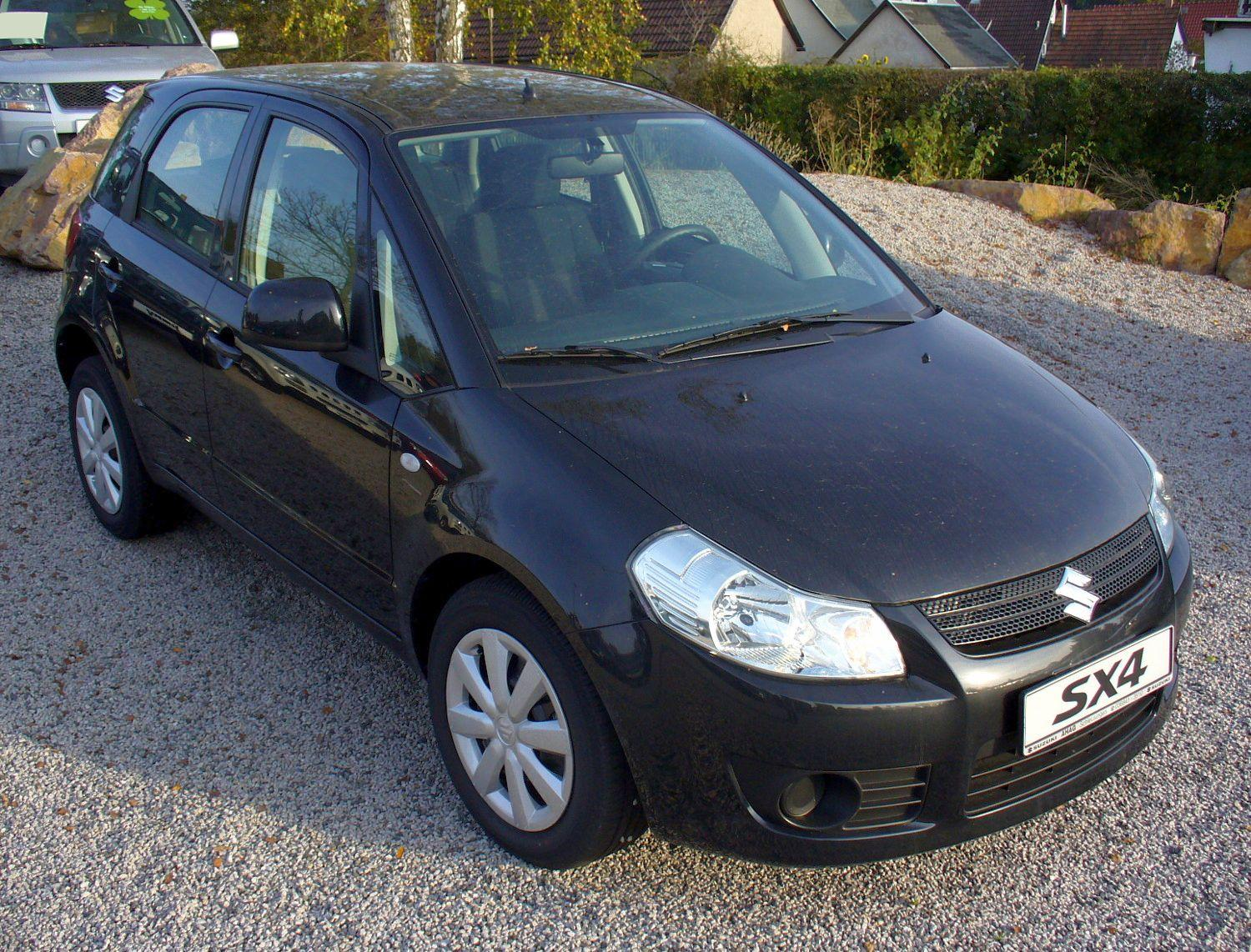
Suzuki SX4 5 portes Streetline
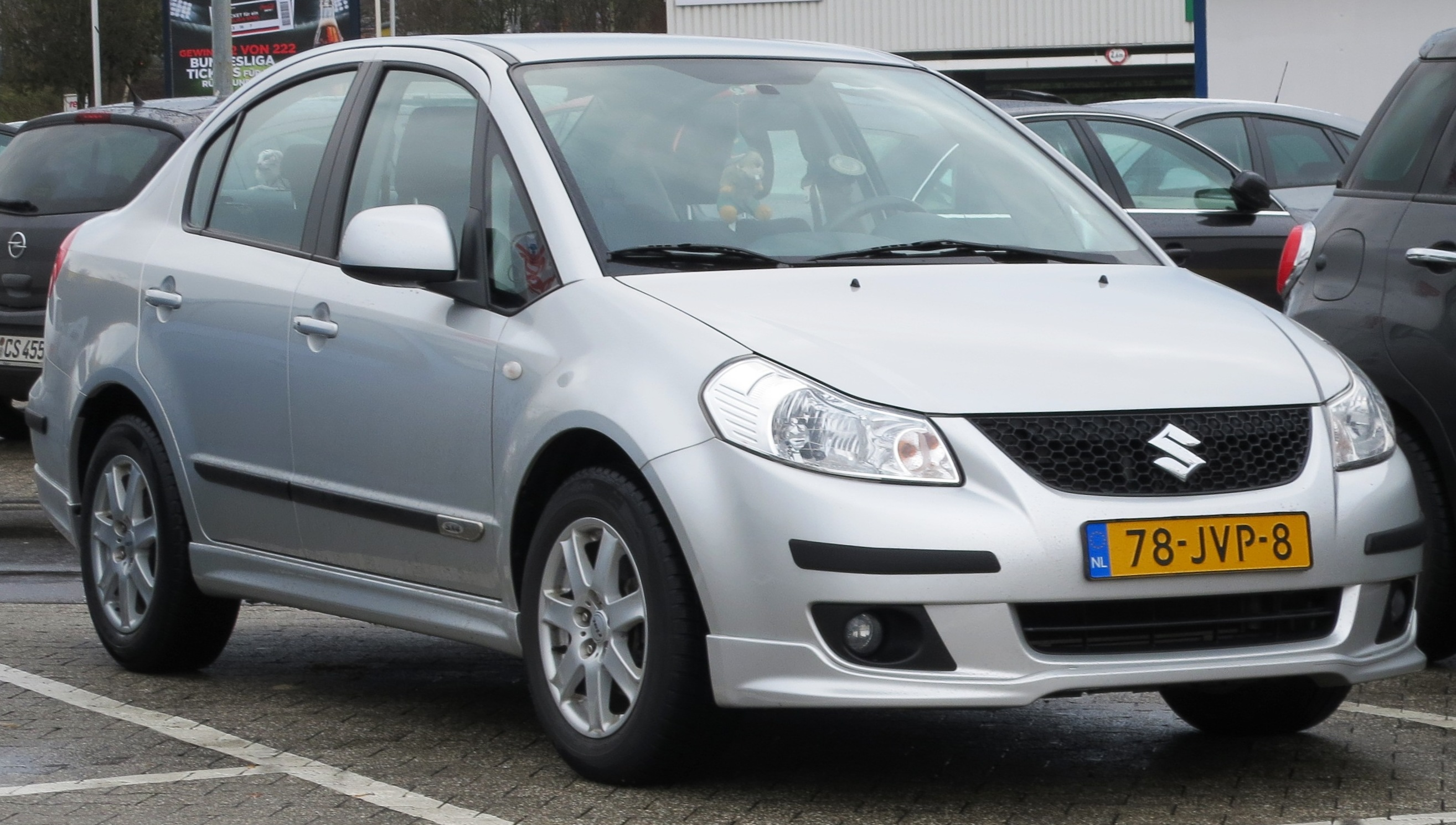
Suzuki SX4 4 portes
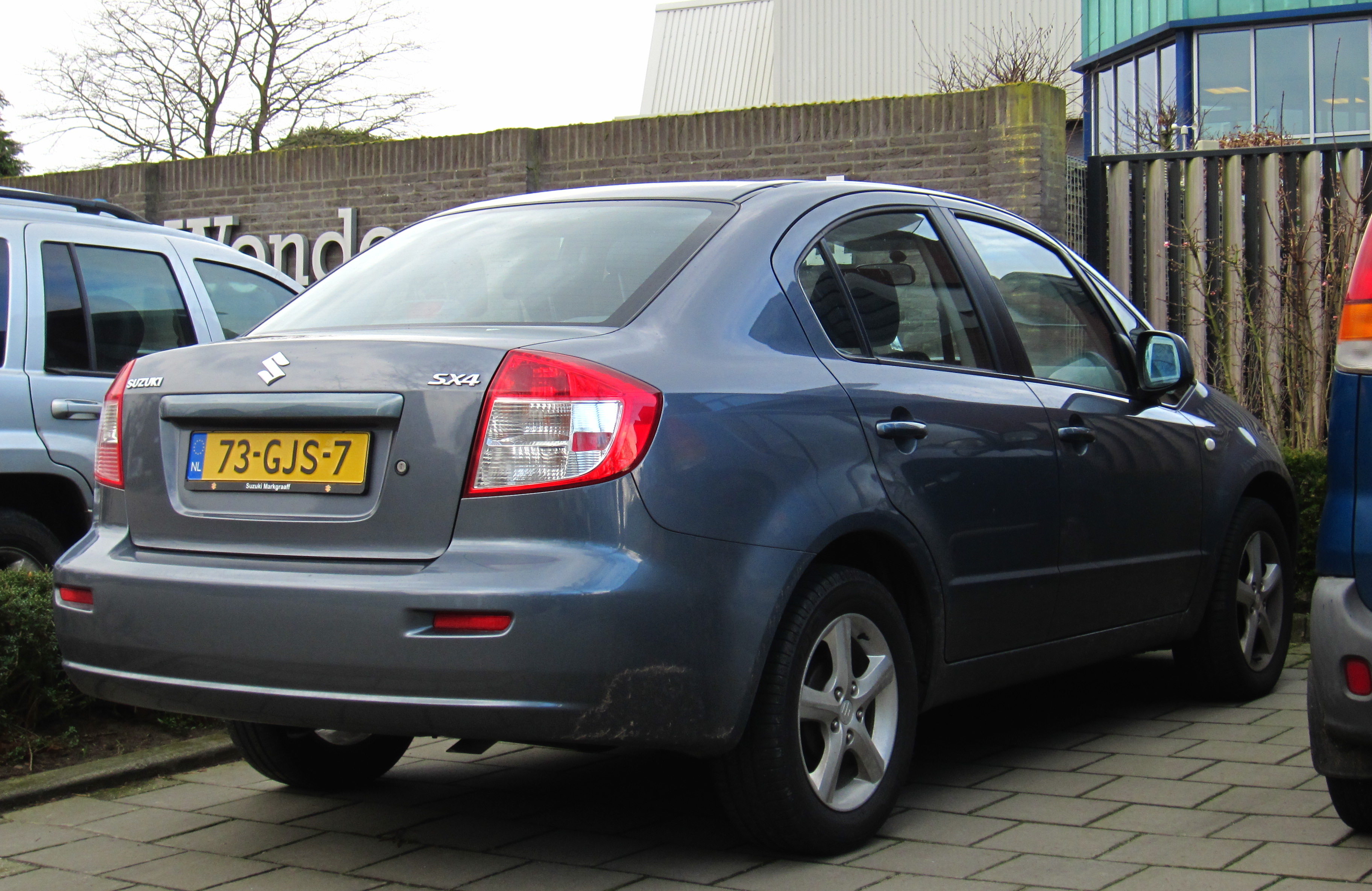
Suzuki SX4 4 portes
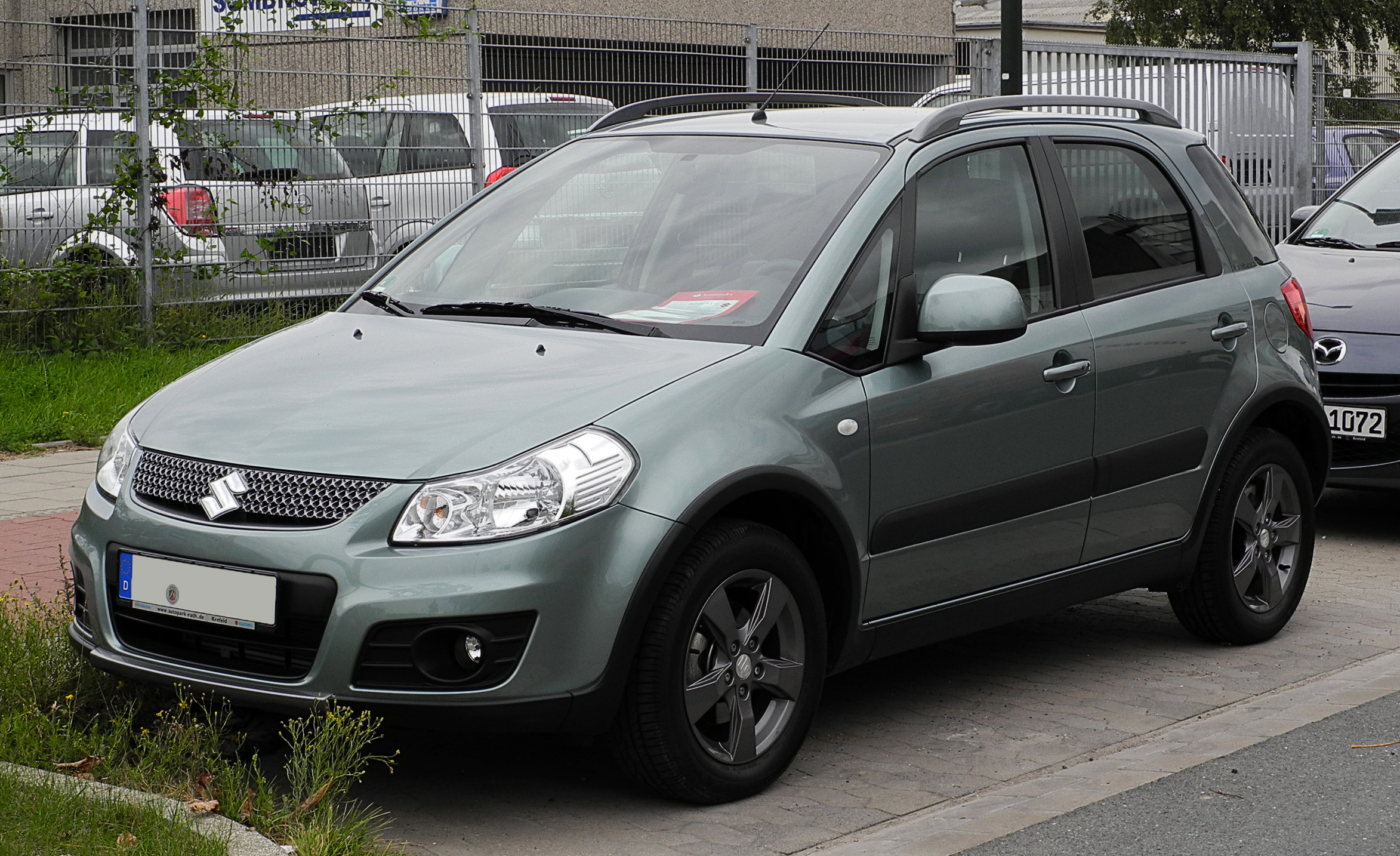
Suzuki SX4 5 portes restylée
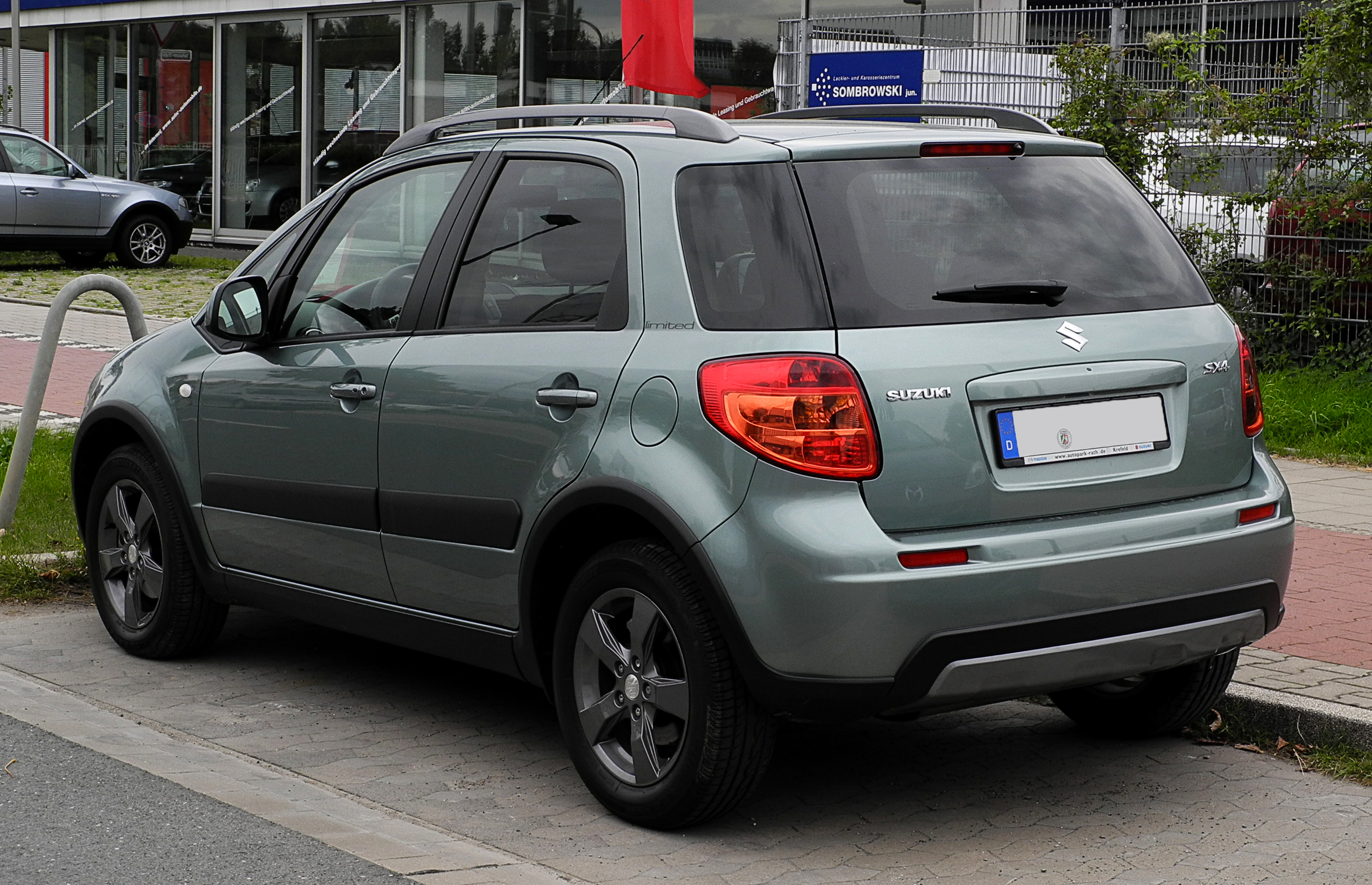
Suzuki SX4 5 portes restylée
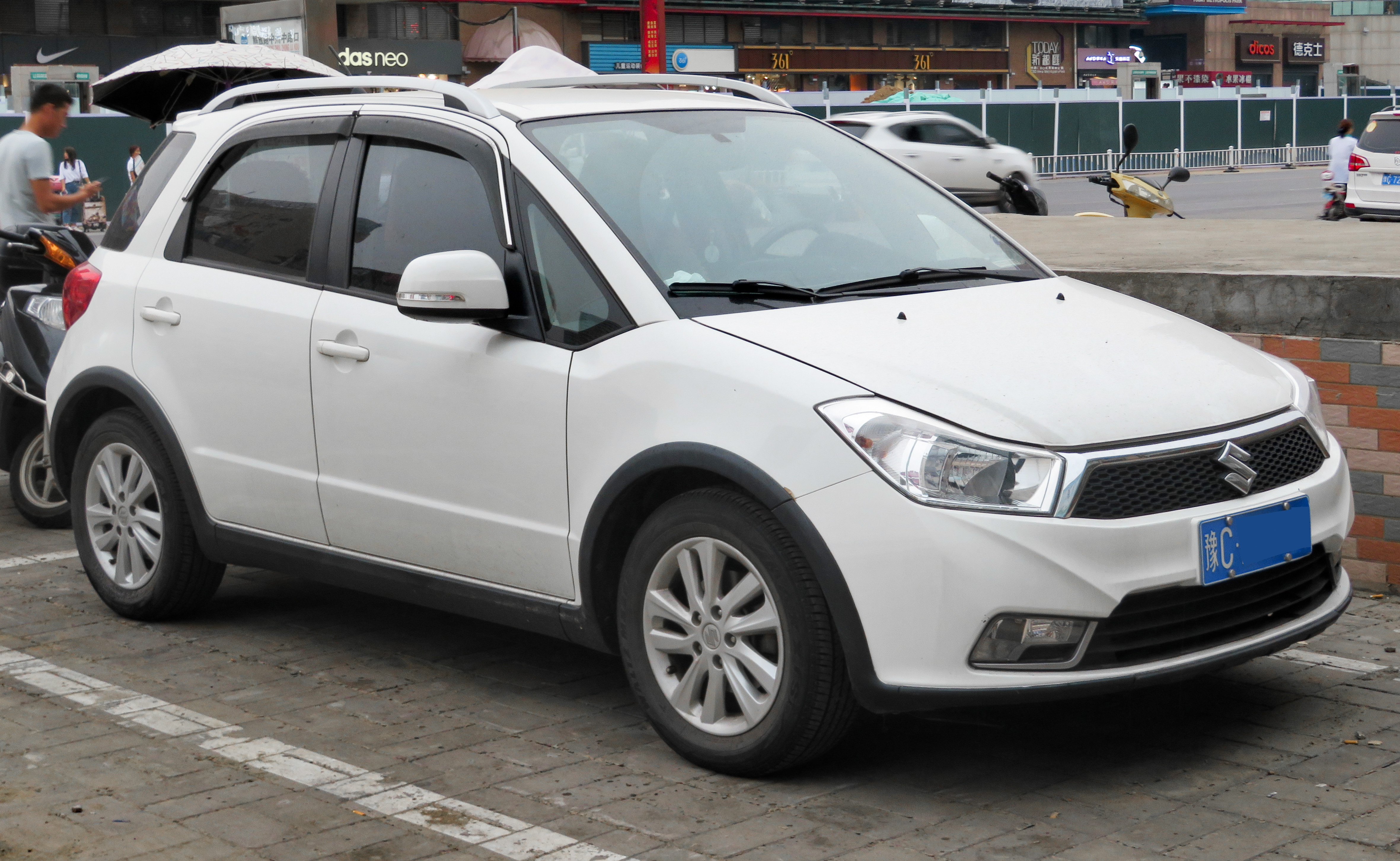
Suzuki SX4 5 portes restylée (modèle chinois)
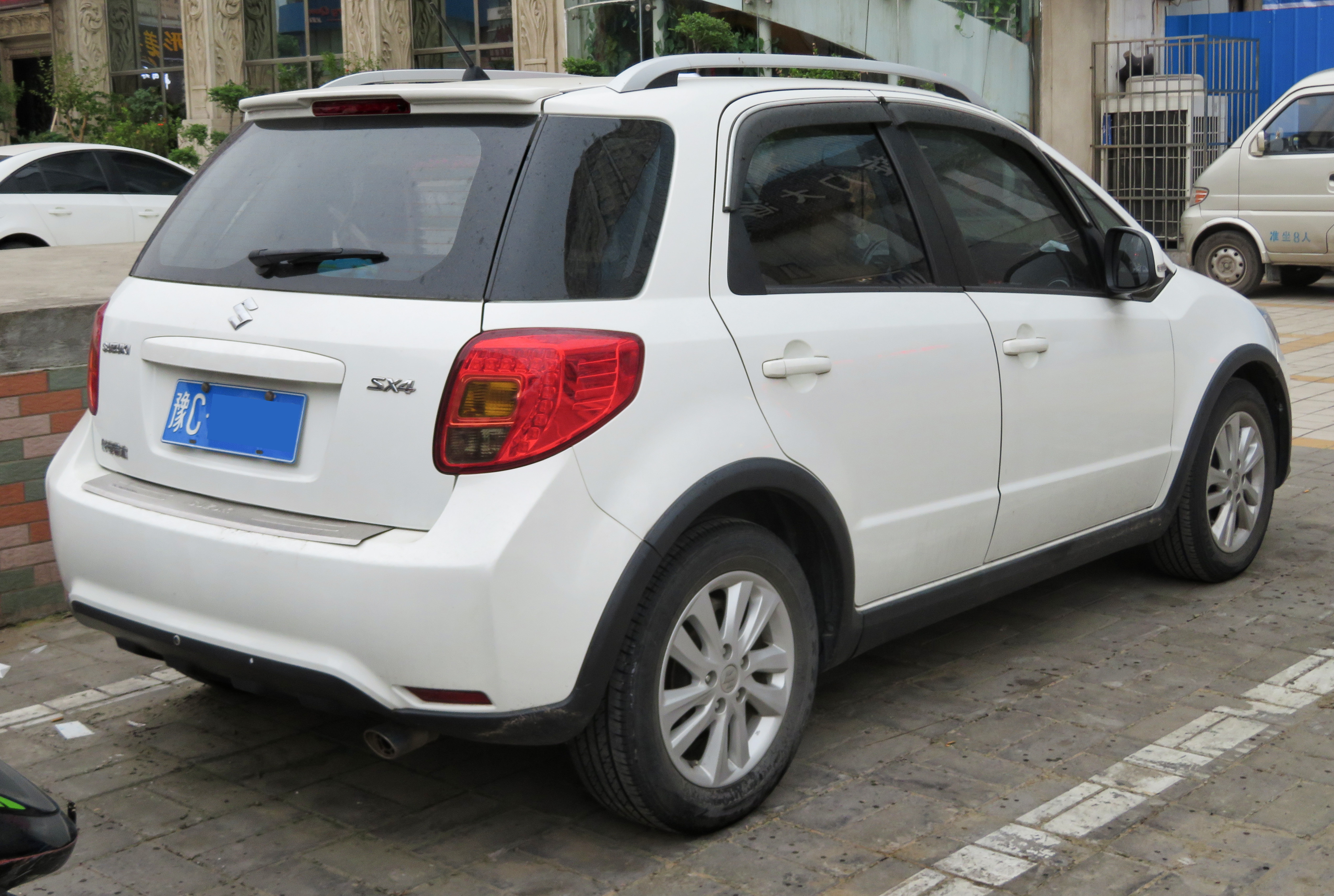
Suzuki SX4 5 portes restylée (modèle chinois)
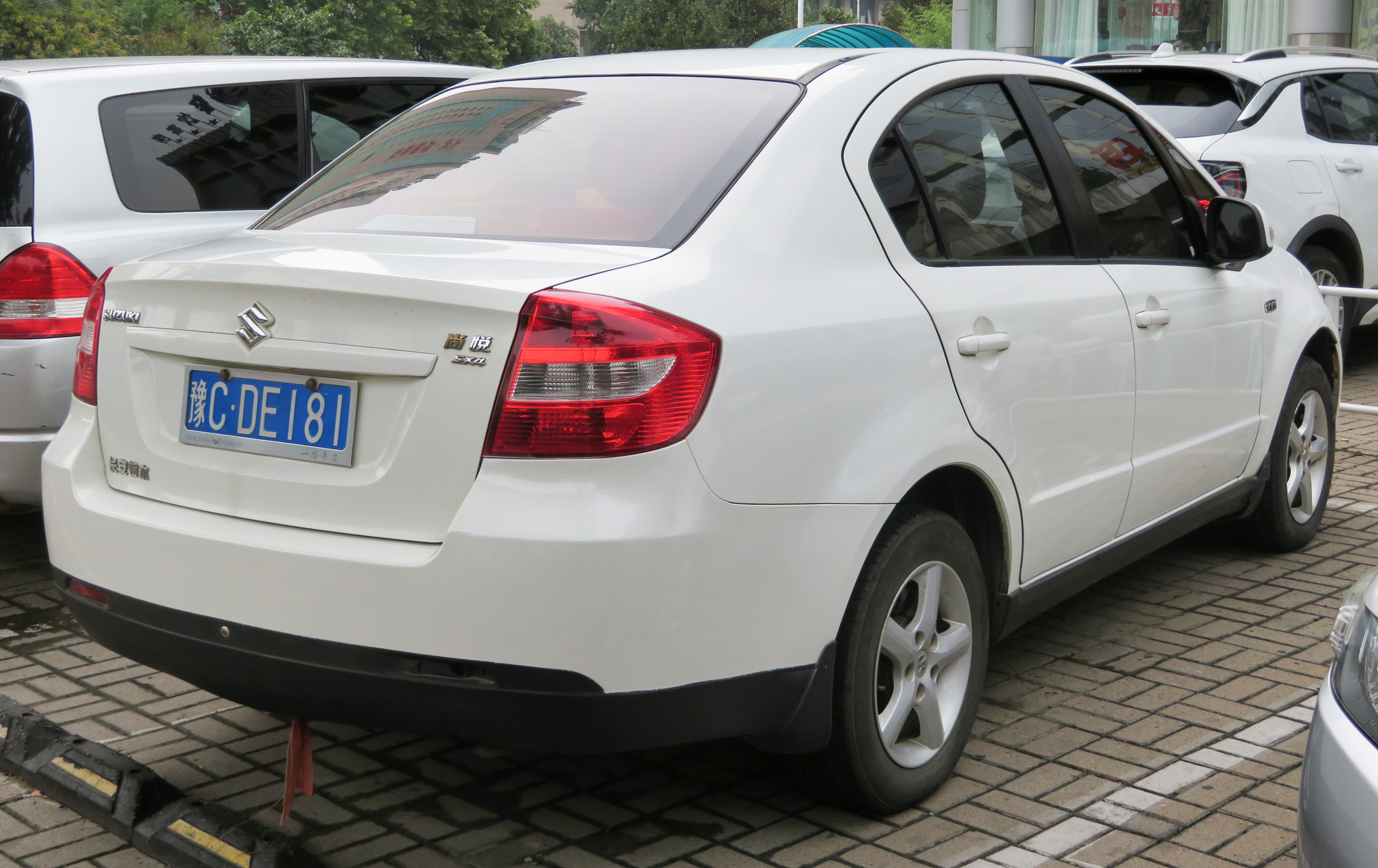
Suzuki SX4 4 portes restylée (modèle chinois)

## Deuxième génération

### SX4 S-Cross (2013 - 2016)

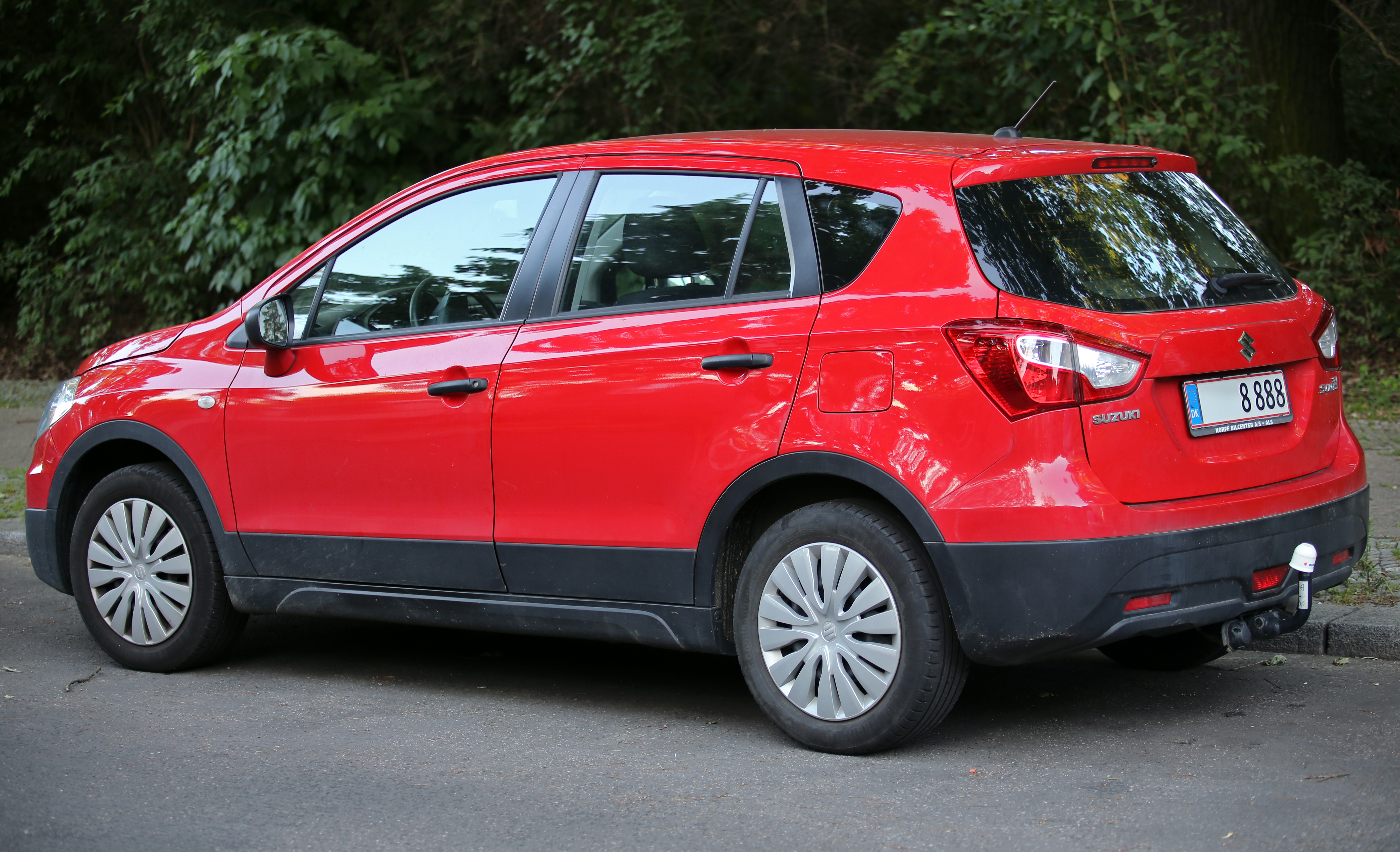
Suzuki SX4 S-Cross

Après avoir été annoncée un concept car révélé en 2012, c'est au Salon international de l'automobile de Genève 2013 que Suzuki lance sa deuxième génération de SX4, qui devient SX4 S-Cross.
Version commerciale du concept car S-Cross dévoilé au Mondial de Paris six mois plus tôt, ce nouveau venu monte en gamme par rapport à son prédécesseur. Sensiblement plus grand, il gagne notamment en volume de chargement et flatte davantage ses occupants en termes d’espace.
Deux moteurs 1.6 Litre (essence et Diesel) sont proposés, et la boîte CVT à variation continue est prévue en option. Une transmission intégrale est également annoncée en option.
Autre évolution positive, ce nouveau Suzuki SX4 revendique des émissions contenues allant de 125 à 136 g/km de CO2 pour le moteur essence, et de 110 à 115 g/km de CO2 dans le cas de la variante Diesel.

#### Motorisations
Essence
- 1.0 BoosterJet 111 (2016 - 2019)
- 1.4 BoosterJet 140 (2016 - _)
- 1.6 VVT 120 (2013 - 2016)

Diesel
- 1.6 DDIS 120 (2013 - 2018)

### S-Cross (2016 - 2021)
À l'occasion du Mondial de l'automobile de Paris 2016, Suzuki présente le S-Cross, version restylée du SX4 S-Cross, qui perd son patronyme SX4 au profit de S-Cross uniquement.

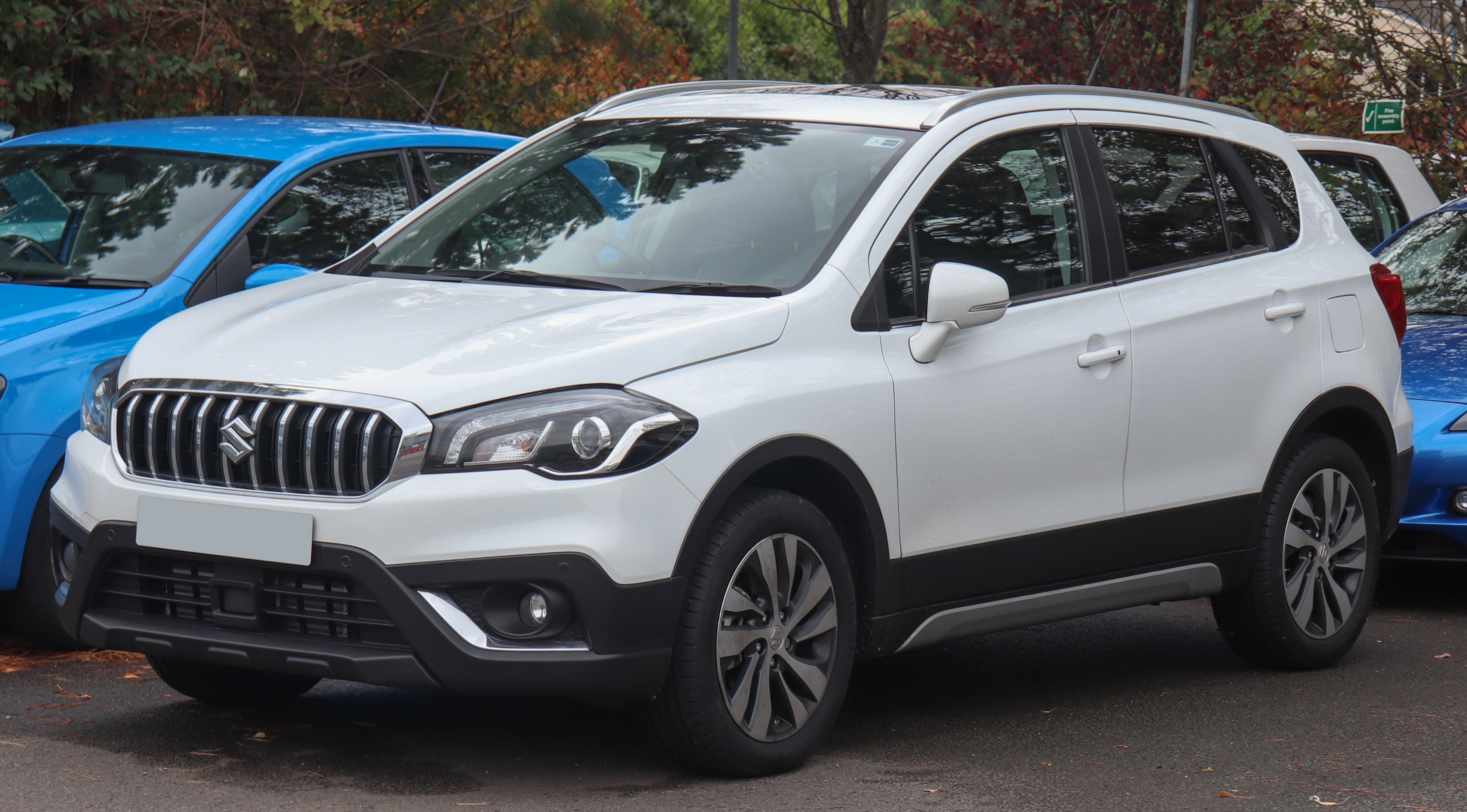
Suzuki S-Cross restylé

### Concept-car
La Suzuki SX4 S-Cross est préfigurée par le show car Suzuki S-Cross Concept, présenté au Mondial de l'automobile de Paris 2012.

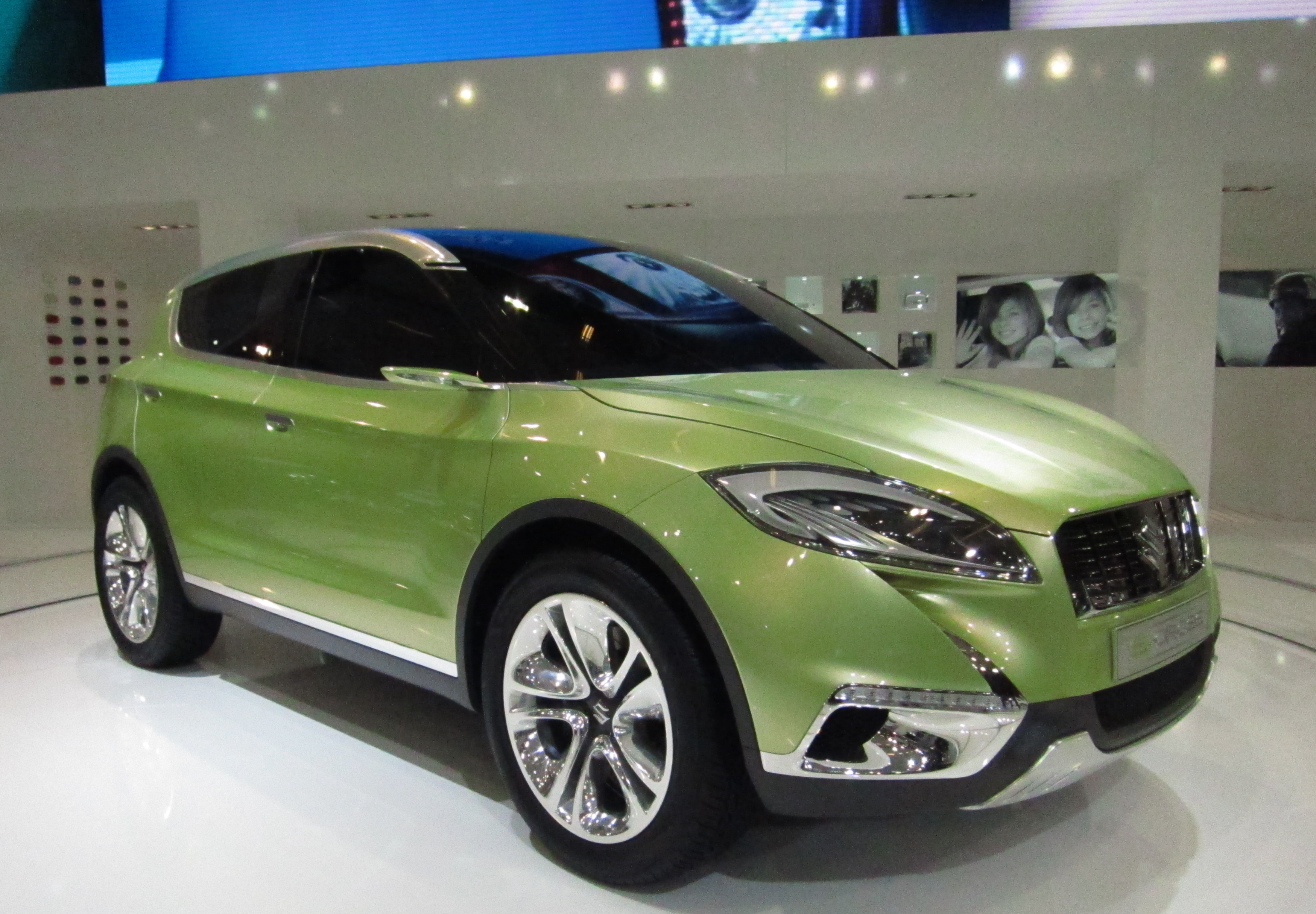
Suzuki S-Cross Concept
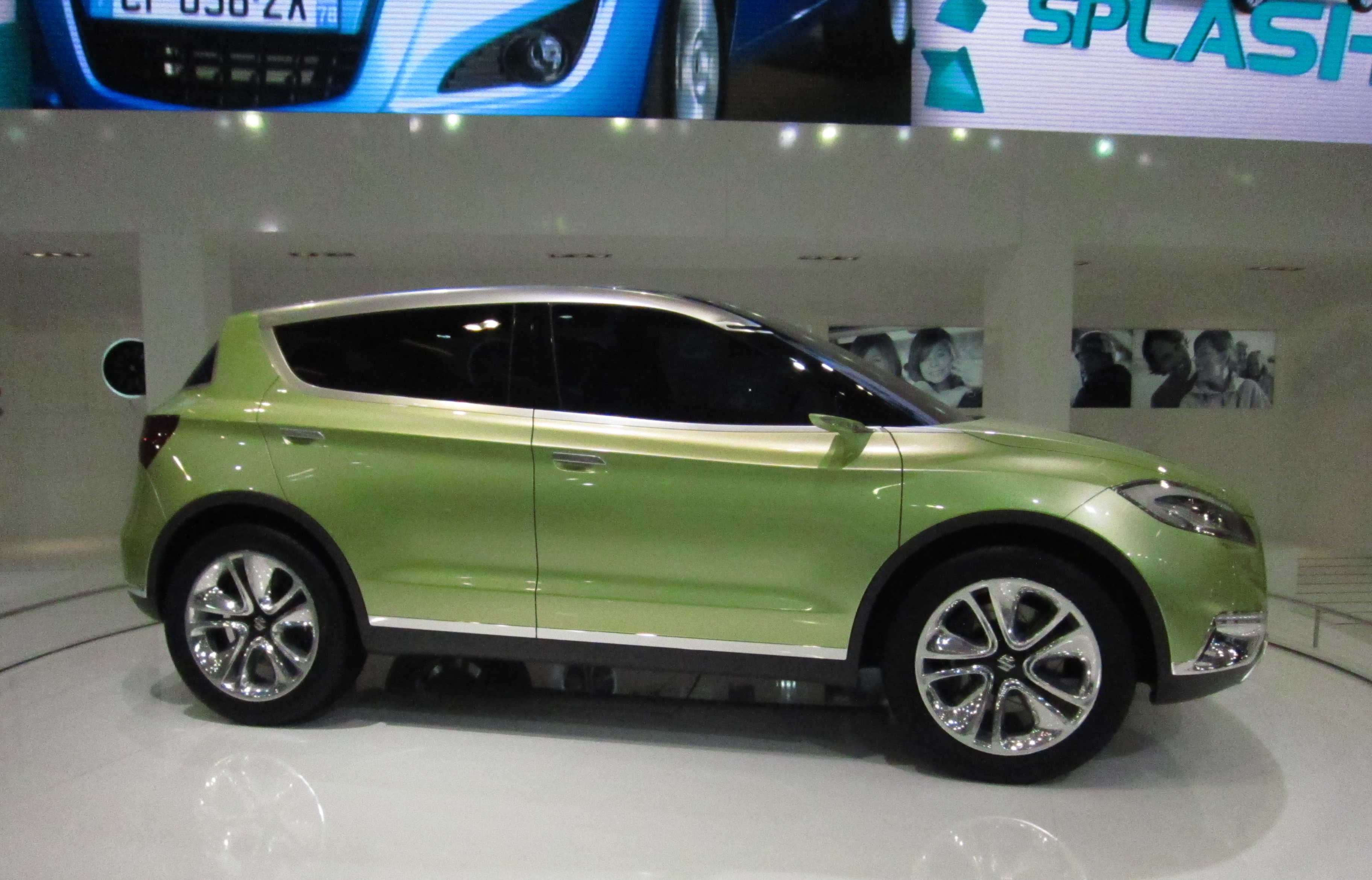
Suzuki S-Cross Concept
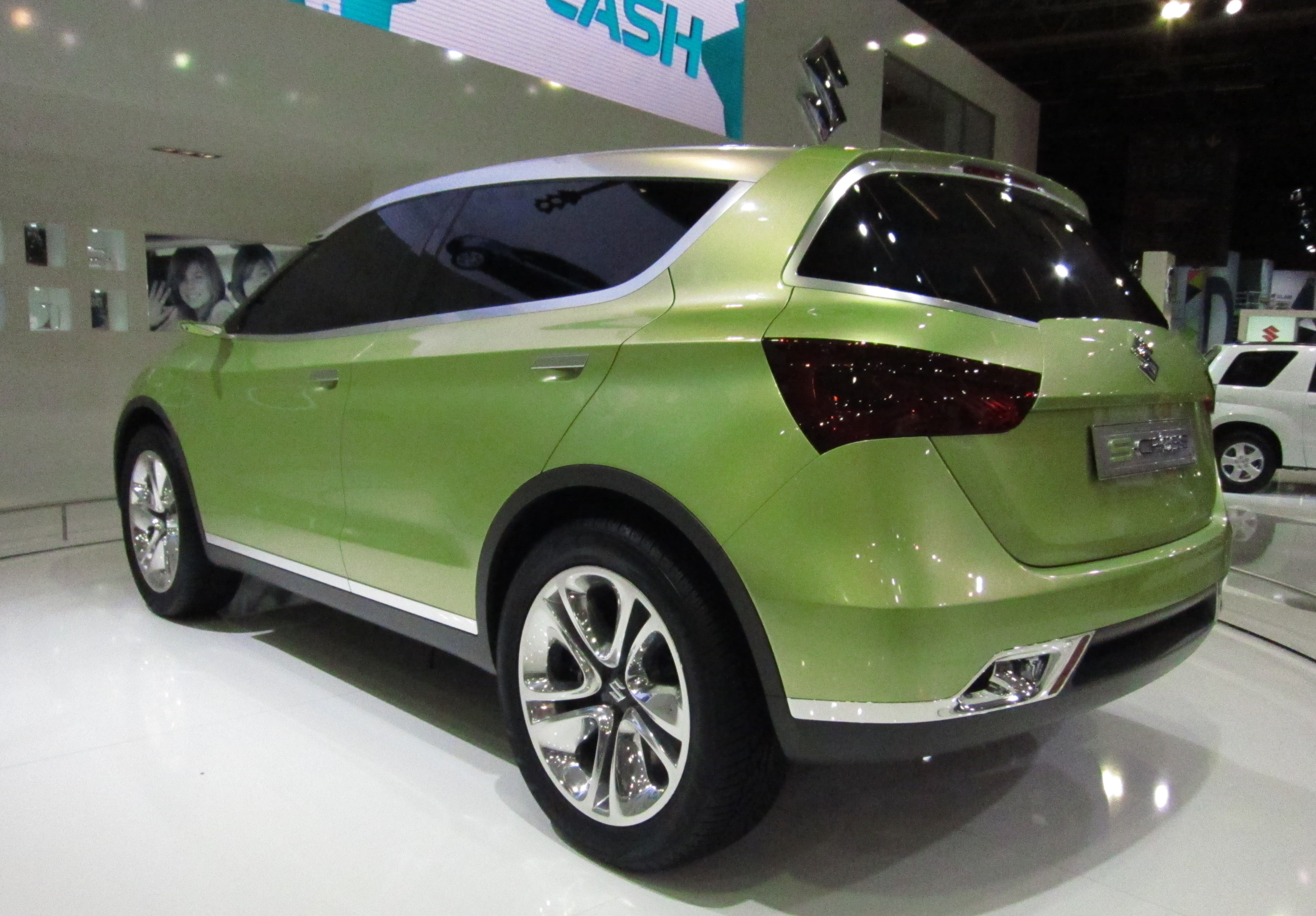
Suzuki S-Cross Concept

## Ventes

### Première génération
| Year | Europe | India  | China  | United States |
| ---- | ------ | ------ | ------ | ------------- |
| 2005 | 3      |        |        |               |
| 2006 | 22,240 |        | 711    |               |
| 2007 | 48,757 |        | 21,379 |               |
| 2008 | 51,985 |        | 38,886 | 29,563        |
| 2009 | 41,209 |        | 50,409 | 20,713        |
| 2010 | 36,931 |        | 65,651 | 11,606        |
| 2011 | 35,554 | 21,830 | 66,964 | 12,519        |
| 2012 | 29,505 | 10,069 | 42,070 | 12,861        |
| 2013 | 28,106 | 5,329  | 33,244 | 2,740         |
| 2014 | 14,126 | 1,632  | 21,115 |               |
| 2015 | 3,161  |        | 14,915 |               |
| 2016 | 489    |        | 8,577  |               |
| 2017 | 393    |        | 1,444  |               |
| 2018 | 10     |        | 75     |               |
| 2019 | 14     |        |        |               |
| 2020 | 3      |        |        |               |

## Autres sources
- Le Suzuki S Cross Concept (source industrie.turbomagazine.be)
- Le nouveau Suzuki Sx4 en clair (source industrie.turbomagazine.be)
- Passation de Pouvoir Suzuki SX4 (source industrie.turbomagazine.be)
- Le nouveau Suzuki SX4 et son concept S Cross annonciateur en vidéos source www.ActuAuto.TV)